# Gnamptogenys annulata
Gnamptogenys annulata är en myrart som först beskrevs av Mayr 1887.  Gnamptogenys annulata ingår i släktet Gnamptogenys och familjen myror. Inga underarter finns listade i Catalogue of Life.